# Projecteur (objet)
Pour les articles homonymes, voir Projecteur.

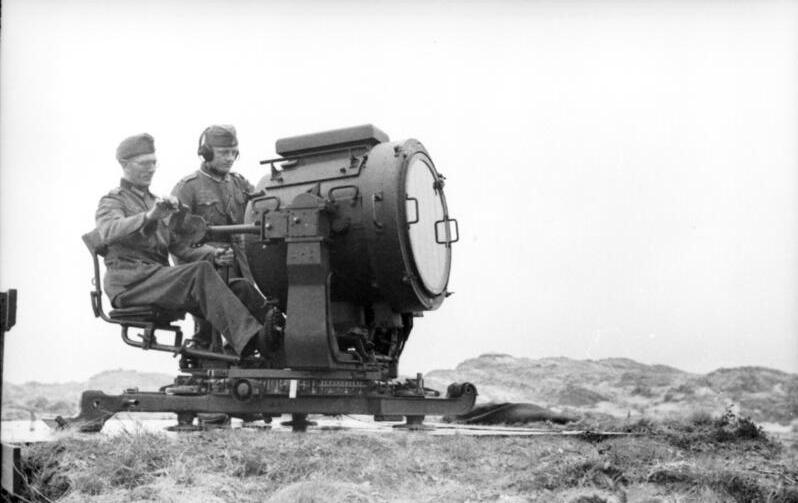
Projecteur à usage militaire lors de la Seconde Guerre mondiale.

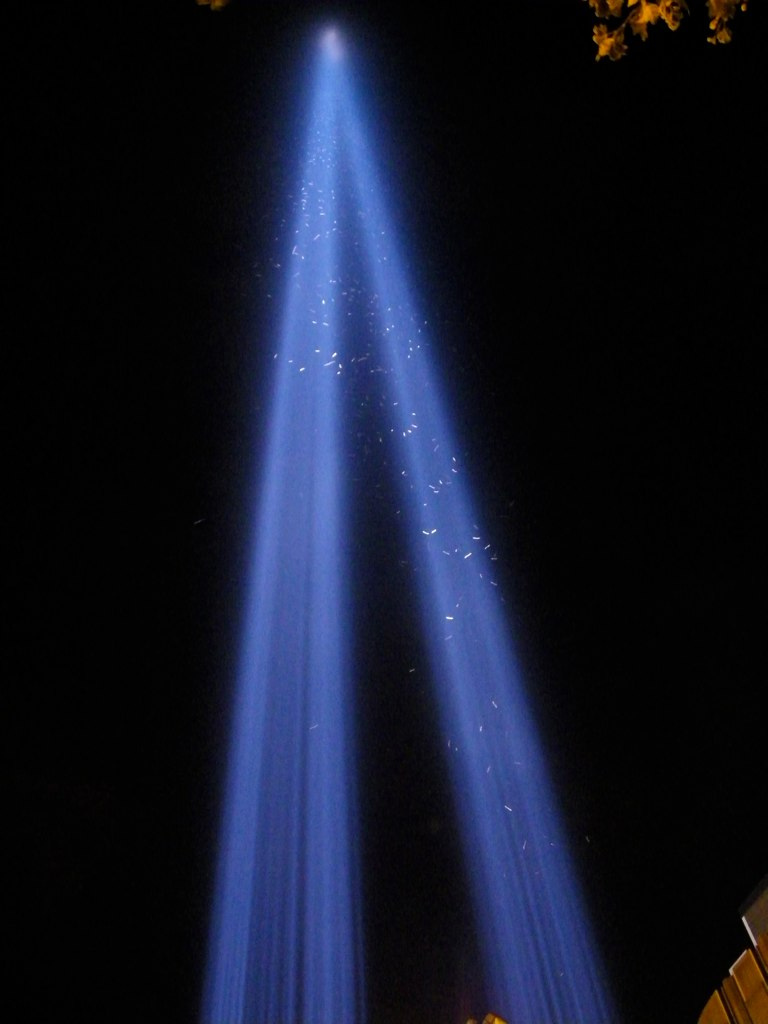
Durant les migrations aviaires, des canons à lumière (tels, ici, ceux du mémorial du World Trade Center) peuvent attirer et piéger dans leur faisceau de nombreux oiseaux (ici probablement en migration automnale nord → sud)

Un projecteur est un appareil qui combine une ou plusieurs sources lumineuses avec un dispositif optique destiné à projeter un puissant faisceau de lumière dans une direction particulière.
Un projecteur est généralement construit de manière à pouvoir pivoter sur son socle pour pouvoir modifier la direction à éclairer.
De nouvelles générations de projecteurs à diodes électroluminescentes (LED ou DEL) apparaissent

## Usages
D'abord développés pour projeter des images (lanterne magique, avec une bougie ou une lampe à huile comme source de lumière), les projecteurs sont devenus de plus en plus puissants ;
- pour les phares (avec la lentille de Fresnel),
- pour des usages militaires, de communication entre deux navires, ou entre un navire et la terre en morse ou de manière codée par éclats lumineux) ou de suivi et repérage, notamment par la lutte antiaérienne,
- pour des usages policiers et de sécurité (recherche, suivi ou identification de personnes dans la nuit, surveillance de prison, site militaire, etc.)
- pour des usages publicitaires (canons à lumière, illumination de monuments), source d'une consommation croissante d'énergie électrique et d'impacts en termes de pollution lumineuse ou de dégradation de l'environnement nocturne[1].